# Mattia Casadei
Mattia Casadei (Rimini, 2 juli 1999) is een Italiaans motorcoureur. In 2023 werd hij wereldkampioen in de MotoE-klasse van het wereldkampioenschap wegrace.

## Carrière
Casadei begon zijn motorsportcarrière in 2008 toen hij in minibikekampioenschappen reed voor het team van de vader van Mattia Pasini. In 2010 en 2011 won hij het Italiaans minimoto-kampioenschap en in 2011 won hij ook het Europees kampioenschap. Het daaropvolgende jaar kwam hij uit in de 125 cc-klasse van de Pre-GP op een Metrakit. In 2014 reed hij in het Italiaanse Moto3-kampioenschap op een Honda. Hij behaalde pole positions op het Circuit Mugello en het Autodromo Vallelunga, maar in de races was zijn beste resultaat slechts een vierde plaats, die hij behaalde op het Autodromo Enzo e Dino Ferrari. Met 45 punten werd hij veertiende in het kampioenschap.
In 2015 stapte Casadei over naar de FIM MotoGP Rookies Cup. Dat jaar waren drie achtste plaatsen op de Sachsenring, Silverstone en het Misano World Circuit Marco Simoncelli zijn beste klasseringen. Met 52 punten werd hij veertiende in de eindstand. In 2016 bleef hij actief in de klasse. Op Misano startte hij vanaf pole position, maar zijn beste resultaat tijdens de races was een vierde plaats op het TT-Circuit Assen. Met 68 punten verbeterde hij zichzelf naar de tiende plaats in het eindklassement. Dat jaar keerde hij tevens terug naar de Italiaanse Moto3, waarin hij op een KTM op Vallelunga een race won en in drie andere races het podium haalde. Met 113 punten werd hij vierde in de rangschikking. In 2017 stapte hij over naar het Spaanse Moto3-kampioenschap, waarin hij op een Honda reed. Een elfde plaats op het Autódromo do Estoril was zijn beste resultaat en hij eindigde met 6 punten op plaats 32 in het klassement.
In 2018 debuteerde Casadei in het Italiaans kampioenschap Supersport, waarin hij op een Yamaha uitkwam. Op Mugello startte hij vanaf pole position en hij behaalde twee podiumfinishes op Mugello en Misano. Met 90 punten werd hij zevende in het kampioenschap. In 2019 behaalde hij opnieuw de pole position op Mugello en stond hij op Vallelunga eenmaal op het podium. Met 77 punten werd hij tiende in de eindstand. Dat jaar maakte hij tevens zijn debuut in het wereldkampioenschap wegrace in de nieuwe MotoE-klasse. In de Grand Prix van San Marino behaalde hij een podiumplaats en hij werd met 39 punten tiende in het klassement. Ook debuteerde hij dat jaar in het wereldkampioenschap Supersport op een Yamaha tijdens de race op Misano als wildcardcoureur; hij eindigde de race als vijftiende.
In 2020 bleef Casadei actief in de MotoE. Hij behaalde twee podiumplaatsen in de Grands Prix van Andalusië en Emilia-Romagna. Met 74 punten werd hij vijfde in het klassement. In 2021 behaalde hij een podiumfinish in Frankrijk en twee in San Marino, maar hij moest de race in Oostenrijk missen vanwege een blessure. Met 79 punten werd hij zesde in de rangschikking. Dat jaar maakte hij tevens zijn Moto2-debuut op een Kalex als vervanger van de geblesseerde Lorenzo Dalla Porta in de Emilia-Romagna, maar hij wist de race niet te finishen. Ook keerde hij dat jaar terug in het WK Supersport, waarin hij in het weekend op Assen op een Yamaha diende als invaller van Davide Pizzoli; hij kwam echter in geen van beide races aan de finish. Verder debuteerde hij in het Italiaans kampioenschap superbike op een Yamaha als wildcardcoureur in de seizoensfinale op Vallelunga, waarin hij de races als zesde en vijfde eindigde.
In 2022 behaalde Casadei in de MotoE een podiumplaats in Spanje, waarna hij in Frankrijk zijn eerste Grand Prix-zege behaalde. Ook keerde hij terug in het Italiaans kampioenschap Supersport op een Yamaha.

## Statistieken

### Grand Prix

#### Per seizoen
| Seizoen | Klasse | Motor    | Team                        | Races | Winst | Podiums | Poles | SR | Ptn | Pos |
| ------- | ------ | -------- | --------------------------- | ----- | ----- | ------- | ----- | -- | --- | --- |
| 2019    | MotoE  | Energica | Ongetta Sic58 Squadra Corse | 6     | 0     | 1       | 0     | 0  | 39  | 10e |
| 2020    | MotoE  | Energica | Ongetta Sic58 Squadra Corse | 7     | 0     | 2       | 0     | 0  | 74  | 5e  |
| 2021    | MotoE  | Energica | Ongetta Sic58 Squadra Corse | 6     | 0     | 3       | 0     | 0  | 79  | 6e  |
| 2021    | Moto2  | Kalex    | Italtrans Racing Team       | 1     | 0     | 0       | 0     | 0  | 0   | NC  |
| 2022    | MotoE  | Energica | Pons Racing 40              | 12    | 2     | 7       | 1     | 1  | 156 | 4e  |
| 2023    | MotoE  | Ducati   | Pons Racing 40              | 16    | 5     | 9       | 1     | 4  | 260 | 1e  |
| 2023    | Moto2  | Kalex    | Fantic Racing               | 7     | 0     | 0       | 0     | 0  | 0   | 40e |
| 2024    | MotoE  | Ducati   | LCR E-Team                  | 16    | 3     | 9       | 1     | 1  | 231 | 2e  |
| 2025*   | MotoE  | Ducati   | LCR E-Team                  | 6     | 1     | 2       | 1     | 1  | 66  | 5e  |
| Totaal  | Totaal | Totaal   | Totaal                      | 77    | 11    | 35      | 4     | 7  | 905 |     |

#### Per klasse
| Klasse | Seizoenen  | 1e GP               | 1e podium       | 1e winst          | Races | Winst | Podiums | Poles | SR | Ptn | Kampioen |
| ------ | ---------- | ------------------- | --------------- | ----------------- | ----- | ----- | ------- | ----- | -- | --- | -------- |
| MotoE  | 2019-heden | Duitsland 2019      | San Marino 2019 | Frankrijk 2022 R1 | 69    | 11    | 35      | 4     | 7  | 905 | 1        |
| Moto2  | 2021, 2023 | Emilia-Romagna 2021 |                 |                   | 8     | 0     | 0       | 0     | 0  | 0   | 0        |
| Totaal | 2019-heden | 2019-heden          | 2019-heden      | 2019-heden        | 77    | 11    | 35      | 4     | 7  | 905 | 1        |

#### Races per jaar
(vetgedrukt betekent pole positie; cursief betekent snelste ronde)
| Jaar | Klasse | Motor    | 1        | 2      | 3        | 4        | 5        | 6        | 7       | 8      | 9        | 10     | 11     | 12     | 13     | 14     | 15     | 16      | 17     | 18     | 19     | 20     | Pos | Ptn |
| ---- | ------ | -------- | -------- | ------ | -------- | -------- | -------- | -------- | ------- | ------ | -------- | ------ | ------ | ------ | ------ | ------ | ------ | ------- | ------ | ------ | ------ | ------ | --- | --- |
| 2019 | MotoE  | Energica | DUI 11   | OOS 13 | SMR1 DNF | SMR2 3   | VAL1 9   | VAL2 8   |         |        |          |        |        |        |        |        |        |         |        |        |        |        | 10  | 39  |
| 2020 | MotoE  | Energica | SPA 5    | AND 3  | SMR 5    | EMI1 9   | EMI2 2   | FRA1 DNF | FRA2 13 |        |          |        |        |        |        |        |        |         |        |        |        |        | 5   | 74  |
| 2021 | MotoE  | Energica | SPA 4    | FRA 2  | CAT DNF  | NED 6    | OOS      | SMR1 3   | SMR2 2  |        |          |        |        |        |        |        |        |         |        |        |        |        | 4   | 84  |
| 2021 | Moto2  | Kalex    | QAT      | DOH    | POR      | SPA      | FRA      | ITA      | CAT     | DUI    | NED      | STI    | OOS    | GBR    | ARA    | SMR    | AME    | EMI DNF | ALG    | VAL    |        |        | NC  | 0   |
| 2022 | MotoE  | Energica | SPA1 17  | SPA2 3 | FRA1 1   | FRA2 2   | ITA1 4   | ITA2 DNF | NED1 3  | NED2 3 | OOS1 DNF | OOS2 4 | SMR1 1 | SMR2 2 |        |        |        |         |        |        |        |        | 4   | 156 |
| 2023 | MotoE  | Ducati   | FRA1 DNF | FRA2 4 | ITA1 3   | ITA2 DNF | DUI1 5   | DUI2 2   | NED1 4  | NED2 3 | GBR1 6   | GBR2 1 | OOS1 1 | OOS2 1 | CAT1 2 | CAT2 1 | SMR1 1 | SMR2 3  |        |        |        |        | 1   | 260 |
| 2023 | Moto2  | Kalex    | POR      | ARG    | AME      | SPA      | FRA      | ITA      | DUI     | NED    | GBR      | OOS    | CAT    | SMR    | IND    | JPN 26 | INA 24 | AUS DNF | THA 21 | MAL 21 | QAT 26 | VAL 25 | 40  | 0   |
| 2024 | MotoE  | Ducati   | POR1 3   | POR2 1 | FRA1 3   | FRA2 2   | CAT1 6   | CAT2 DNF | ITA1 1  | ITA2 2 | NED1 DNF | NED2 8 | DUI1 9 | DUI2 9 | OOS1 3 | OOS2 3 | SMR1 1 | SMR2 2  |        |        |        |        | 2   | 231 |
| 2025 | MotoE  | Ducati   | FRA1 5   | FRA2 1 | NED1 NC  | NED2 6   | OOS1 DNF | OOS2 2   | HON1    | HON2   | CAT1     | CAT2   | SMR1   | SMR2   | POR1   | POR2   |        |         |        |        |        |        | 5*  | 66* |

* Seizoen nog bezig.